# A Bola (sporttidning)
A Bola (Bollen på svenska) är en portugisisk daglig sporttidning och nättidning, grundad 1945, som utkommer i Lissabon, Portugals huvudstad.